# وولفگانگ وروک

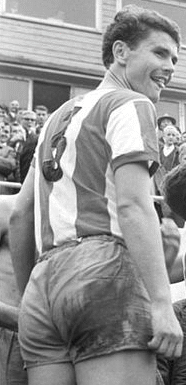
وولفگانگ وروک

وولفگانگ وروک (به آلمانی: Wolfgang Wruck) بازیکن فوتبال و مدافع اهل آلمان شرقی بود که از سال ۱۹۶۷ میلادی عضو تیم ملی فوتبال آلمان شرقی بوده‌است. وی در ۶ بازی ملی حضور داشته و در بازی‌های ملی‌اش گلی به ثمر نرساند. وولفگانگ وروک آخرین بازی ملی خود را در سال ۱۹۶۸ میلادی انجام داد.